# Porfirije (patrijarh srpski)
Patrijarh srpski Porfirije (rođen kao Prvoslav Perić; Bečej, 22. srpnja 1961.), 46. je arhiepiskop pećki, mitropolit beogradsko-karlovački i patrijarh srpski.

## Životopis
Rođen je u Bečeju u obitelji oca Radivoja i majke Radojke. Svjetovno ime mu je Prvoslav. Osnovnu školu je završio u Čurugu, a gimnaziju u Novom Sadu. U samostanu Visoki Dečani zamonašio se 1985. Zaređen je u čin jeromonaha 21. studenoga 1990. u bačkom samostanu Kovilj. Bogosloviju Bogosloviju je diplomirao 1986. a diplomirao je Pravoslavnome bogoslovskom fakultetu u Beogradu. Po diplomiranju upućen je na poslijediplomski studij u Atenu gdje je ostao do 1990. godine, kada po nalogu episkopa bačkog Irineja Bulovića dolazi u samostan Svetih arhangela u Kovilj, gde je postavljen za igumana. Doktorsku disertaciju "Mogućnost spoznaje Boga u apostola Pavla po tumačenju Svetog Ivana Zlatoustoga" obranio je na Bogoslovskom fakultetu Sveučilišta u Ateni (2004.).
Kao iguman, bio je posebno angažiran i na liječenju oboljelih od ovisnosti, a 2005. godine osnovao je terapijsku zajednicu "Zemlja živih", koja je priznata kao najuspješniji projekt za liječenje narkomanije.
Sveti arhijerejski sabor Srpske pravoslavne crkve ga je na redovnom zasjedanju 14. svibnja 1999. izabrao za vikarnog episkopa Egerskoga, što je naslovni episkopat pri Eparhiji bačkoj. Skupština Srbije ga je, kao predstavnika svih crkava i vjerskih zajednica, izabrala 2005. godine za člana Vijeća Republičke radiodifuzne agencije (RRA), a Vijeće ga je za svog predsjednika izabralo 2008. godine. Bio je prvi arhijerej Srpske pravoslavne crkve kojem je povjerena briga nad organizacijom vjerskog života u Vojsci Srbije (2010. – 2011.). 
Sveti arhijerejski sabor SPC-a izabrao ga je 26. svibnja 2014. za mitropolita zagrebačko-ljubljanskog i cijele Italije, na dužnost upražnjenu smrću mitropolita Jovana Pavlovića. Vanredni je profesor Pravoslavnog bogoslovskog fakulteta Sveučilišta u Beogradu. Govori grčki, njemački i engleski, a služi se ruskim jezikom. Predsjednik je Upravnog odbora Humanitarnog fonda Privrednik, koji osigurava stipendije za veliki broj nadarenih, a siromašnih učenika i studenata, bez obzira na vjersku i nacionalnu pripadnost.
Dana 18. veljače 2021. izabran je za patrijarha Srpske pravoslavne crkve, dok je na crkveni praznik Pokrov presvete Bogorodice, 14. listopada 2022., ustoličen na tron arhiepiskopa pećkih i patrijarha srpskih u Pećkoj patrijaršiji na Kosovu i Metohiji, drevnom sjedištu poglavara Srpske pravoslavne crkve (SPC).

## Vanjske poveznice
- Službene stranice Mitropolije zagrebačko-ljubljanske  Arhivirana inačica izvorne stranice od 5. kolovoza 2012. (Wayback Machine)
- Životopis novoizabranog Mitropolita zagrebačko-ljubljanskog Porfitrija (Perića)  Arhivirana inačica izvorne stranice od 29. lipnja 2014. (Wayback Machine)
- Novi patrijarh Srpske pravoslavne crkve je dosadašnji zagrebački mitropolit Porfirije